# (28271) 1999 CK16
(28271) 1999 CK16 est un astéroïde de la ceinture principale d'astéroïdes découvert en 1999.

## Description
(28271) 1999 CK16 a été découvert le 6 février 1999 à Višnjan, une municipalité située dans le comitat d'Istrie en Croatie, par Korado Korlević.

### Caractéristiques orbitales
L'orbite de cet astéroïde est caractérisée par un demi-grand axe de 2,87 UA, un périhélie de 2,77 UA, une excentricité de 0,04 et une inclinaison de 1,37° par rapport à l'écliptique. Du fait de ces caractéristiques, à savoir un demi-grand axe compris entre 2 et 3,2 UA et un périhélie supérieur à 1,666 UA, il est classé, selon la JPL Small-Body Database, comme objet de la ceinture principale d'astéroïdes.

### Caractéristiques physiques
(28271) 1999 CK16 a une magnitude absolue (H) de 14,5 et un albédo estimé à 0,276.